# 韋瑟巴赫河 (伊訥河支流)
51°06′39″N 7°51′09″E / 51.11089°N 7.85249°E

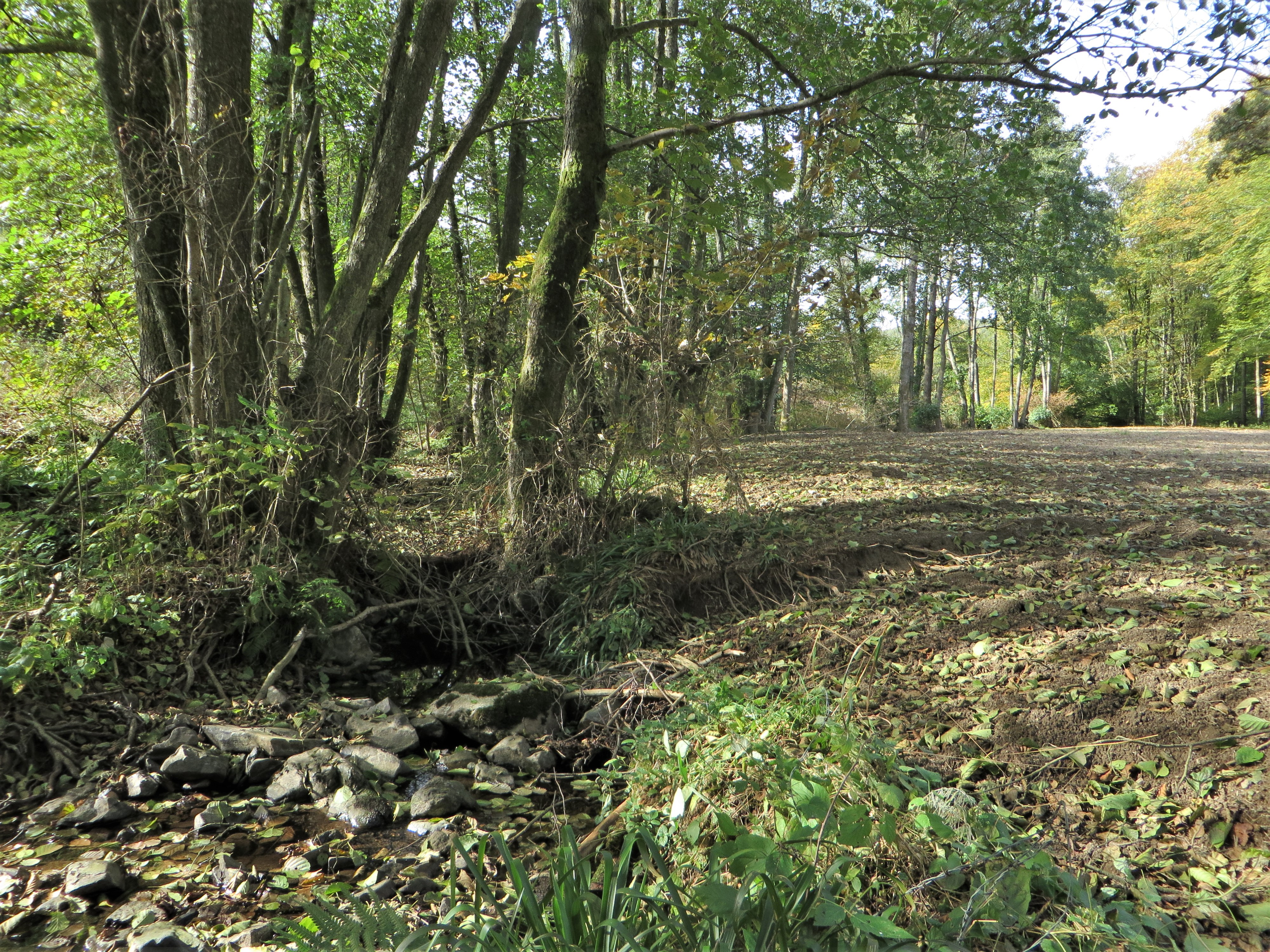

韋瑟巴赫河（德語：Wesebach），是德國的河流，位於該國西部，流經北萊茵-威斯特法倫州，屬於伊訥河的左支流，河道全長6公里，河口處在阿滕多恩。